# Lauren Etame Mayer
Lauren Etame Mayer (Londi Keisi, 19 januari 1977) - voetbalnaam Lauren - is een voormalig betaald voetballer uit Kameroen van Equatoriaal-Guineaanse afkomst die bij voorkeur als rechtsachter speelde. Lauren maakte deel uit van The Invincibles, de selectie van Arsenal die onder manager Arsène Wenger in het seizoen 2003/04 de Engelse landstitel won en al doende geen enkele competitiewedstrijd verloor.
In mei 1997 debuteerde hij in het Kameroens voetbalelftal.

## Clubvoetbal
Lauren verhuisde al op jonge leeftijd met zijn ouders naar Spanje, waardoor hij ook in het bezit is van een Spaans paspoort. Hij begon met clubvoetbal bij de lokale club Utrera FC. In het seizoen 1996/1997 speelde de verdediger in het tweede elftal van Sevilla FC. Na een jaar bij UD Levante (1997/1998), kwam Lauren in 1998 bij RCD Mallorca. Met deze club verloor hij in 1999 de allerlaatste finale van de Europacup II van Lazio Roma, won hij in 1998 de Supercopa en speelde hij twee seizoenen in de Primera División.
In 2000 werd Lauren gecontracteerd door het Engelse Arsenal FC als opvolger van clubicoon Lee Dixon. Bij deze club beleefde hij grote successen: twee landstitels (2002, 2004) en drie FA Cups (2002, 2003, 2005). Lange tijd gold Lauren als een vaste waarde, maar in het seizoen 2005/2006 verloor hij zijn basisplaats aan Emmanuel Eboué . De verdediger was met Arsenal FC nog wel verliezend finalist in de UEFA Champions League, maar enkele maanden later tekende Lauren een contract bij Portsmouth FC.

## Clubstatistieken
| seizoen | club          | land              | competitie         | duels | goals |
| ------- | ------------- | ----------------- | ------------------ | ----- | ----- |
| 1996/97 | Sevilla B     | Vlag van Spanje   | Segunda División B | 17    | 3     |
| 1997/98 | UD Levante    | Vlag van Spanje   | Segunda División A | 34    | 6     |
| 1998/99 | RCD Mallorca  | Vlag van Spanje   | Primera División   | 32    | 1     |
| 1999/00 | RCD Mallorca  | Vlag van Spanje   | Primera División   | 30    | 3     |
| 2000/01 | Arsenal FC    | Vlag van Engeland | Premier League     | 18    | 2     |
| 2001/02 | Arsenal FC    | Vlag van Engeland | Premier League     | 27    | 2     |
| 2002/03 | Arsenal FC    | Vlag van Engeland | Premier League     | 27    | 2     |
| 2003/04 | Arsenal FC    | Vlag van Engeland | Premier League     | 32    | 0     |
| 2004/05 | Arsenal FC    | Vlag van Engeland | Premier League     | 34    | 1     |
| 2005/06 | Arsenal FC    | Vlag van Engeland | Premier League     | 22    | 0     |
| 2006/07 | Portsmouth FC | Vlag van Engeland | Premier League     | 10    | 0     |
| 2007/08 | Portsmouth FC | Vlag van Engeland | Premier League     | 15    | 0     |
| 2008/09 | Portsmouth FC | Vlag van Engeland | Premier League     | 1     | 0     |
| Totaal  |               |                   |                    |       |       |

## Nationaal elftal
Aangezien Lauren geboren werd in Kameroen, besloot hij te gaan spelen in het Kameroens nationaal elftal. De verdediger speelde met De Ontembare Leeuwen op het WK 1998 in Frankrijk en het WK 2002 in Zuid-Korea. Bovendien won Lauren in 2000 de gouden medaille op de Olympische Spelen van Sydney en veroverde hij in 2000 en 2002 het Afrikaanse titel.

## Erelijst
Arsenal FC
- Premier League

2002, 2004
- FA Cup

2002, 2003, 2005